# Geofrey Kusuro
Geofrey Kusuro, (parfois orthographié Geoffrey Kusuro) né le 12 février 1989 à Bukwo, est un coureur de fond ougandais. Il est champion du monde de course en montagne 2009 et double champion d'Afrique de course en montagne.

## Biographie
Né de parents agriculteurs et troisième d'une fratrie de neuf enfants, Geofrey grandit dans la région montagneuse au pied du mont Elgon. Il ne s'intéresse pas au sport avant l'âge de 13 ans. Comme beaucoup d'enfants, il se rend à l'école à pied en courant et se tourne naturellement vers l'athlétisme.

### Carrière junior
Ce n'est qu'en 2005, après quelques années à s'entraîner, qu'il perce sur le devant de la scène. Il prend part aux championnats nationaux de cross-country où il termine en quatrième position des juniors qu'il célèbre comme une victoire. Il est sélectionné pour les championnats du monde de cross-country à Saint-Galmier où il termine 49e junior. Le 29 juillet 2005, il manque de justesse son premier titre national en se faisant battre par Moses Aliwa sur 5 000 m.
En 2006, il décroche la médaille d'argent en junior aux championnats d'Ouganda de cross-country derrière Benjamin Kiplagat. Il s'améliore aux championnats du monde de cross-country en terminant 14e. Le 29 juillet, il devient champion d'Ouganda de 5 000 m en 13 min 49 s 1 Il prend ensuite part aux championnats du monde juniors d'athlétisme à Pékin où il se classe neuvième du 5 000 m en 14 min 12 s 69.
Le 24 mars 2007, il termine dixième junior des championnats du monde de cross-country à Mombasa. Il échoue ensuite à se qualifier pour les championnats du monde d'athlétisme à Osaka. Déçu, il se lance un nouveau défi avec la course en montagne qu'il remporte avec brio en devenant champion du monde junior à Ovronnaz. Le 24 novembre, il termine deuxième de la course de montagne du Ranch Obudu.
Il améliore ses résultats en 2008. Il remporte le titre national junior en cross-country. Le 30 mars, il termine huitième junior aux championnats du monde de cross-country à Édinbourg puis manque de justesse le podium du 5 000 m aux championnats du monde juniors d'athlétisme à Bydgoszcz. Le 24 mai, il court en 13 min 18 s 38 aux Fanny Blankers-Koen Games, ce qui lui ouvre la porte des Jeux olympiques d'été de Pékin. Il y court en  13 min 50 s 50 sur 5 000 m.

### Premier Africain champion du monde de course en montagne
Pour sa première participation en catégorie senior, il remporte la médaille d'argent aux championnats d'Ouganda de cross-country derrière Moses Kipsiro. Le 28 mars, il termine 19e en senior aux championnats du monde de cross-country à Amman. Lors des championnats d'Ouganda d'athlétisme, il décroche l'argent sur 1 500 m en 3 min 42 s 0 et l'or sur 5 000 m en 13 min 44 s 0. Il prend ensuite part aux championnats du monde d'athlétisme le 20 août à Berlin. Il abaisse son record personnel du 5 000 m en 12 min 28 s 48 mais cela ne lui suffit pas pour passer en finale. Le 6 septembre, il prend le départ des championnats du monde de course en montagne à Campodolcino. En l'absence du multiple champion du monde Jonathan Wyatt, Geofrey se retrouve à la lutte avec l'Érytréen Azerya Teklay mais parvient à prendre l'avantage et termine avec près d'une minute d'avance. Il devient ainsi le premier athlète africain à décrocher le titre de champion du monde de course en montagne. Le 28 novembre, il remporte la médaille d'argent lors de la première édition des championnats d'Afrique de course en montagne derrière l'Éthiopien Habtamu Fikadu.
Le 6 février 2010, il remporte à nouveau l'argent aux championnats nationaux de cross-country, toujours derrière Kipsiro. Le 28 mars, il améliore légèrement son meilleur résultat aux championnats du monde de cross-country en se classant 15e. Le 1er août, il termine à une décevante douzième place sur le 5 000 m aux championnats d'Afrique d'athlétisme en courant 14 min 3 s 82. Le 5 septembre, il voit les Érytréens dominer la course des championnats du monde de course en montagne à Kamnik. Il parvient à s'immiscer derrière Samson Kiflemariam et Azerya Teklay mais devant Petro Mamu pour récolter la médaille de bronze. Il doit déclarer forfait aux Jeux du Commonwealth à Delhi étant tombé malade juste avant la compétition.
En 2011, il décroche la médaille de bronze aux championnats nationaux de cross-country derrière Moses Kipsiro et Stephen Kiprotich. Il n'atteint pas son obectif de terminer dans le top 10 aux championnats du monde de cross-country à Punta Umbria en terminant 13e mais obtient tout de même le bronze par équipes. Il reprend confiance en remportant la victoire sur 5 000 m au Grand Prix de Khartoum avec un temps de 13 min 55 s 27. Le 7 juin, il améliore son record personnel en 13 h 14 min 2 s au Meeting de Montreuil et se qualifie pour les championnats du monde d'athlétisme à Daegu. Il abaisse encore son record du 5 000 m à 13 min 12 s 32 au Meeting de Barcelone. Il court 13 min 54 s 58 aux championnats du monde mais ne passe pas en finale. Le 28 novembre, il termine quatrième de la course de montagne du Ranch Obudu derrière un trio d'Éthiopiens. Leur pays n'étant pas engagé au championnat d'Afrique de course en montagne, Geofrey remporte le titre ainsi que la médaille d'or par équipes.
Le 1er juillet 2012, il prend part aux championnats d'Afrique d'athlétisme à Porto-Novo où il se classe treizième du 5 000 m en 14 min 22 s 96. Il participe à ses seconds Jeux olympiques d'été à Londres. Il court 13 min 59 s 74 sur 5 000 m mais ne passe pas en finale.
Il termine deuxième du 5 000 m aux championnats d'Ouganda d'athlétisme à Kampala. Aux championnats du monde de course en montagne à Krynica-Zdrój, il est mené par son compatriote Phillip Kiplimo qui remporte le titre avec plus d'une minute trente d'avance. Il décroche l'argent ainsi que l'or par équipes. Le 23 novembre, il termine troisième de la course de montagne du Ranch Obudu, derrière le champion en titre Abebe Dinkesa. Comme l'Éthiopie ne s'est pas engagée pour les championnats et que le vainqueur Philemon Rono court également hors-championnat, Geofrey remporte son second titre de champion d'Afrique de course en montagne.

### Course sur route et record national du semi-marathon
À partir de 2014, il se concentre plus sur les courses sur route, en particulier sur la distance du semi-marathon. Le 8 février, il se classe cinquième des championnats d'Ouganda de semi-marathon et se qualifie pour les championnats du monde de semi-marathon le 29 mars à Copenhague où il se classe onzième et meilleur Ougandais en 1 h 0 min 40 s.
Le 1er mars 2015, il devient le premier athlète ougandais à courir un semi-marathon en moins d'une heure en terminant troisième du semi-marathon Rome-Ostie en 59 min 43 s. Il établit ainsi un nouveau record national, qui n'est toutefois pas validé par l'IAAF, le parcours ne respectant pas les critères d'admissibilité.
Il court son premier marathon à Vienne le 23 avril 2017. Il termine treizième en 2 h 18 min 25 s.
Le 29 septembre 2019, il termine deuxième du semi-marathon du Lion derrière Melvin Cheruiyot en 59 min 54 s. Ce nouveau temps de référence est cette fois un record valide. Le 17 novembre, il remporte le marathon de Kobe en 2 h 8 min 46 s, établissant un nouveau record du parcours et personnel.

## Palmarès

### Piste
| Année | Compétition                         | Lieu     | Place | Épreuve | Temps          |
| ----- | ----------------------------------- | -------- | ----- | ------- | -------------- |
| 2006  | Championnats d'Ouganda d'athlétisme | Bugembe  | 1er   | 5 000 m | 13 min 49 s 1  |
| 2009  | Championnats d'Ouganda d'athlétisme | Kampala  | 1er   | 5 000 m | 13 min 44 s 0  |
| 2011  | Grand Prix de Khartoum              | Khartoum | 1er   | 5 000 m | 13 min 55 s 27 |

### Route/cross
| Année | Compétition                            | Lieu           | Place | Épreuve          | Temps           |
| ----- | -------------------------------------- | -------------- | ----- | ---------------- | --------------- |
| 2009  | Championnats du monde de cross-country | Amman          | 19e   | Cross-country    | 36 min 7 s      |
| 2010  | Championnats du monde de cross-country | Bydgoszcz      | 15e   | Cross-country    | 33 min 54 s     |
| 2011  | Championnats du monde de cross-country | Punta Umbria   | 13e   | Cross-country    | 35 min 6 s      |
| 2014  | Corrida di San Geminiano               | Modène         | 2e    | Course populaire | 38 min 41 s     |
| 2014  | Championnats du monde de semi-marathon | Copenhague     | 11e   | Semi-marathon    | 1 h 0 min 41 s  |
| 2014  | Semi-marathon d'Ústí nad Labem         | Ústí nad Labem | 3e    | Semi-marathon    | 1 h 1 min 4 s   |
| 2014  | Semi-marathon de Lisbonne              | Lisbonne       | 3e    | Semi-marathon    | 1 h 2 min 29 s  |
| 2015  | Semi-marathon Rome-Ostie               | Ostie          | 3e    | Semi-marathon    | 59 min 43 s     |
| 2015  | Semi-marathon de Lisbonne              | Lisbonne       | 6e    | Semi-marathon    | 1 h 4 min 20 s  |
| 2016  | Semi-marathon de Lisbonne              | Lisbonne       | 8e    | Semi-marathon    | 1 h 5 min 17 s  |
| 2017  | Semi-marathon Rome-Ostie               | Ostie          | 5e    | Semi-marathon    | 1 h 1 min 15 s  |
| 2017  | Marathon de Vienne                     | Vienne         | 13e   | Marathon         | 2 h 18 min 25 s |
| 2018  | Semi-marathon de Porto                 | Porto          | 5e    | Semi-marathon    | 1 h 2 min 21 s  |
| 2018  | Marathon de Ljubljana                  | Ljubljana      | 5e    | Marathon         | 2 h 10 min 53 s |
| 2019  | Semi-marathon du Lion                  | Montbéliard    | 2e    | Semi-marathon    | 59 min 54 s     |
| 2019  | Marathon de Kobe                       | Kobe           | 1er   | Marathon         | 2 h 8 min 46 s  |
| 2020  | Semi-marathon de Santa Pola            | Santa Pola     | 2e    | Semi-marathon    | 59 min 56 s     |
| 2021  | Marathon d'Enschede                    | Enschede       | 6e    | Marathon         | 2 h 9 min 53 s  |
| 2022  | Marathon de Madrid                     | Madrid         | 2e    | Marathon         | 2 h 9 min 23 s  |
| 2023  | Marathon de Madrid                     | Madrid         | 1re   | Marathon         | 2 h 10 min 29 s |
| 2023  | Marathon de Dublin                     | Dublin         | 2e    | Marathon         | 2 h 10 min 45 s |

### Course en montagne
| no  | masculin           | Course                                       | Longueur | Départ           | Temps         |
| --- | ------------------ | -------------------------------------------- | -------- | ---------------- | ------------- |
| 2e  | Médaille d'argent  | Course de montagne du Ranch Obudu            | 11 km    | 24 novembre 2007 | 43 min 2 s    |
| 2e  | Médaille d'argent  | Course de montagne du Ranch Obudu            | 11 km    | 29 novembre 2008 | 42 min 36 s   |
| 1re | Médaille d'or      | Championnats du monde de course en montagne  | 12,9 km  | 6 septembre 2009 | 54 min 51 s   |
| 2e  | Médaille d'argent  | Championnats d'Afrique de course en montagne | 11 km    | 28 novembre 2009 | 42 min 11 s   |
| 3e  | Médaille de bronze | Championnats du monde de course en montagne  | 12,9 km  | 6 septembre 2009 | 54 min 51 s   |
| 4e  | Médaille d'or      | Championnats d'Afrique de course en montagne | 11 km    | 28 novembre 2011 | 42 min 40 s   |
| 2e  | Médaille d'argent  | Championnats du monde de course en montagne  | 13,5 km  | 8 septembre 2013 | 55 min 6 s    |
| 3e  | Médaille d'or      | Championnats d'Afrique de course en montagne | 12,6 km  | 23 novembre 2013 | 1 h 2 min 8 s |

## Records
| Épreuve       | Performance    | Date              | Lieu        |
| ------------- | -------------- | ----------------- | ----------- |
| 1 500 mètres  | 3 min 42 s 0   | 24 juillet 2009   | Kampala     |
| 3 000 mètres  | 7 min 41 s 36  | 12 juin 2011      | Strasbourg  |
| 5 000 mètres  | 13 min 12 s 32 | 22 juillet 2011   | Barcelone   |
| 10 kilomètres | 28 min 13 s    | 8 septembre 2014  | Prague      |
| 15 kilomètres | 43 min 3 s     | 2 juin 2018       | Valence     |
| Semi-marathon | 59 min 54 s    | 29 septembre 2019 | Montbéliard |
| Semi-marathon | 59 min 43 s ,  | 1er mars 2015     | Ostie       |
| Marathon      | 2 h 8 min 46 s | 17 novembre 2019  | Kobe        |